# Бугарска на Европском првенству у атлетици у дворани 2013.
Бугарска је учествовала на 32. Европском првенству у дворани 2013 одржаном у Гетеборгу, Шведска, од 28. фебруара до 3. марта. Ово је било тридесет друго европско првенство у дворани на коме је Бугарска учествовала, односно учествовала је на свим првенствима до данас. Репрезентацију Бугарске представљала су 13 такмичара (5 мушкараца и 8 жена) који су се такмичили у 10 дисциплине (4 мушке и 6 женских).
На овом првенству Бугарска је заузела 19 место по броју освојених медаља са 1 бронзаном медаљом. Њеној такмичарки Тезџан Наимова у трци на 60 метара одузета је златна медаља јер је била позитивна на допинг контроли. У табели успешности према броју и пласману такмичара који су учествовали у финалним такмичењима (првих 8 такмичара) Бугарска је са 5 учесника у финалу заузела 12. место са 20 бодова.
На овом првенству Бугарски такмичари оборили су 3 лична рекорда и остварили један најбољи лични резултат сезоне.

## Учесници
| Мушкарци: - Виктор Нинов — Скок увис - Данијел Добрев — Скок удаљ - Златозар Атанасов — Троскок - Георги Цонов — Троскок - Георги Иванов — Бацање кугле | Жене: - Ивет Лалова — 60 м - Тезџан Наимова — 60 м - Теодора Коларова — 800 м - Силвија Данекова — 1.500 м - Венелина Венева-Матејев — Скок увис - Мирела Демирева — Скок увис - Гита Дадова — Троскок - Радослава Мавродијева — Бацање кугле |  |

## Освајачи медаља (1)

### Бронза (1)
- Ивет Лалова — 60 м

## Резултати

### Мушкарци
| Атлетичар         | Дисциплина   | Лични рекорд | Квалификације | Квалификације | Полуфинале            | Полуфинале  | Финале                | Финале       | Детаљи |
| Атлетичар         | Дисциплина   | Лични рекорд | Резултат      | Место         | Резултат              | Место       | Резултат              | Место        | Детаљи |
| ----------------- | ------------ | ------------ | ------------- | ------------- | --------------------- | ----------- | --------------------- | ------------ | ------ |
| Виктор Нинов      | Скок увис    | 2,30         | 2,23          | 6. у гр. A    |                       |             | Нису се квалификовали | 13 / 26 (27) |        |
| Данијел Добрев    | Скок удаљ    | 8,04         | 7,70          | 8. у гр. Б    | 13 / 26               |             | Нису се квалификовали |              |        |
| Златозар Атанасов | Троскок      | 16,70        | 16,66 кв      | 7.            | 16,57                 | 7 / 21 (22) |                       |              |        |
| Георги Цонов      | Троскок      | 16,12        | 16,58         | 9.            | Нису се квалификовали | 9 / 21 (22) |                       |              |        |
| Георги Иванов     | Бацање кугле | 20,59        | 19,52         | 15.           | Нису се квалификовали | 15 / 24     |                       |              |        |

### Жене
| Атлетичарка              | Дисциплина   | Лични рекорд | Квалификације     | Квалификације | Полуфинале            | Полуфинале   | Финале                | Финале       | Детаљи |
| Атлетичарка              | Дисциплина   | Лични рекорд | Резултат          | Место         | Резултат              | Место        | Резултат              | Место        | Детаљи |
| ------------------------ | ------------ | ------------ | ----------------- | ------------- | --------------------- | ------------ | --------------------- | ------------ | ------ |
| Ивет Лалова              | 60 м         | 7,14         | 7,16 КВ, ЛРС      | 3. у гр. 1    | 7,14 КВ, =ЛР          | 2. у гр. 1   | 7,12 ЛР               |              |        |
| Тезџан Наимова           | 60 м         | 7,13         | 7,12 КВ, =ЕРС, ЛР |               | 7,11 КВ, ЛР           |              | 7,10 ЛР               | Диск.        |        |
| Теодора Коларова         | 800 м        | 2:00,07 НР   | 2:04,53 кв        | 5. у гр. 1    | 2:03,65               | 6. у гр. 1   | Нису се квалификовале | 10 / 13 (15) |        |
| Силвија Данекова         | 1.500 м      | 4:16,36      | 4:17,62           | 6. у гр. 2    |                       |              | Нису се квалификовале | 17 / 20      |        |
| Венелина Венева-Матејева | Скок увис    | 2,02         | 1,92 кв           | =1.           | 1,92                  | 6 / 19       |                       |              |        |
| Мирела Демирева          | Скок увис    | 1,90         | 1,92 кв, ЛР       | 5.            | 1,87                  | 7 / 19       |                       |              |        |
| Гита Дадова              | Троскок      | 13,99        | 13,75             | 11.           | Нису се квалификовале | 11 / 19 (21) |                       |              |        |
| Радослава Мавродијева    | Бацање кугле | 17,54        | 17,32             | 10.           | Нису се квалификовале | 10 / 16      |                       |              |        |